# Billboard classics PREMIUM SYMPHONIC CONCERT 2021『THE EURASIAN RENAISSANCE “КАПЕЛЬ”』LIVE
『billboard classics PREMIUM SYMPHONIC CONCERT 2021『THE EURASIAN RENAISSANCE “КАПЕЛЬ”（カペーリ）』LIVE』（ビルボード・クラシックス・プレミアム・シンフォニック・コンサート2021 『ザ・ユーラシアン・ルネッサンス"カペーリ"』ライブ）は玉置浩二の通算13作目の映像作品。2021年12月8日に日本コロムビアから発売された。

## 解説
ライブ・ビデオとしては前作『Chocolate cosmos 〜恋の思い出、切ない恋心』より、約4ヶ月振りとなる。
DVD、Blu-ray Discの2形態での発売となり、ディスクジャケットがそれぞれ異なる。
本作に収録された公演は7都市にて行われたシンフォニック・コンサート・ツアーの最終日となる東京ガーデンシアターにて行われたものであり、大友直人：指揮・東京フィルハーモニー交響楽団と共に行われた。

## 収録曲

### Blu-ray Disc
1. 歓喜の歌
2. ロマン
3. 祈りの鐘〜SACRED LOVE
4. いつもどこかで
5. キラキラ ニコニコ
6. メドレー（MR.LONELY〜プレゼント〜サーチライト）
7. Friend
8. 歌劇「フィガロの結婚」序曲
9. GOLD
10. 行かないで
11. メドレー（ワインレッドの心〜じれったい〜悲しみにさよなら）
12. JUNK LAND
13. 夏の終りのハーモニー
14. 田園（アンコール）
15. メロディー（アンコール）

### DVD1
1. 歓喜の歌
2. ロマン
3. 祈りの鐘〜SACRED LOVE
4. いつもどこかで
5. キラキラ ニコニコ
6. メドレー（MR.LONELY〜プレゼント〜サーチライト）
7. Friend

### DVD2
1. 歌劇「フィガロの結婚」序曲
2. GOLD
3. 行かないで
4. メドレー（ワインレッドの心〜じれったい〜悲しみにさよなら）
5. JUNK LAND
6. 夏の終りのハーモニー
7. 田園（アンコール）
8. メロディー（アンコール）